# El Superzorro
Fantastic Mr Fox (traducido al español como El Súperzorro) es una novela infantil escrita por Roald Dahl. Fue publicada en 1970 por la editorial George Allen & Unwin en el Reino Unido y por Alfred A. Knopf en los Estados Unidos, con ilustraciones de Donald Chaffin. Posteriormente, el libro fue publicado con nuevas ilustraciones por Jill Bennett, Tony Ross y Quentin Blake. La historia habla sobre el Sr. Zorro y la forma en que se burla de sus vecinos granjeros al robarles la comida bajo sus propias narices.

## Resumen
Esta es la historia sobre un personaje llamado  Zorro. A fin de alimentar a su familia,  Zorro roba pavos, patos y pollos a tres granjeros vecinos acomodados pero malvados: Benito, Buñuelo y Bufón.
Los agricultores están hartos de los robos de Don Zorro e intentan matarlo. Una noche, los granjeros esperan afuera de la guarida del zorro con el fin de emboscarlo. Cuando este sale de su agujero, los granjeros le disparan. Sin embargo, éstos solo logran volarle la cola.
Resueltos a atraparlo, los granjeros utilizan picos y palas para cavar un camino a la casa de los zorros. No obstante, Don Zorro, su esposa y sus cuatro hijos logran escapar al cavar un túnel más hondo. Entonces los granjeros usan una excavadora para llegar aún más profundo, pero fallan en su intento, por lo que deciden vigilar la entrada del túnel con las armas preparadas, mientras otros labradores patrullan el área para asegurarse de que los demás zorros no escapen.
Después de tres días de hambruna, a Don Zorro se le ocurre un plan: él y sus hijos cavarán un túnel dentro de los corrales de pollo de Bufón, donde robarán algunos animales y se irán sin dejar rastro. También entran en el almacén de patos, gansos y verduras, y en la bodega de sidra de Benito.
Durante el camino, los zorros conocen a don Tejón y otros animales cavadores, quienes también están hambrientos debido a que los granjeros están vigilando. Don Zorro, sintiéndose responsable de todo el asunto, invita a los animales a comer un festín con el botín encontrado. Ahí los animales deciden hacer un pueblo bajo tierra donde estén seguros, obteniendo comida discretamente de los granjeros.
Mientras tanto, Benito, Buñuelo y Bufón hacen guardia en la entrada del túnel durante la lluvia, sin darse cuenta de que Don Zorro y sus amigos están robando su comida bajo sus narices y así y todos los animales y el zorro se celebran un gran festín comiendo la comida de los tres granjeros y los granjeros siguen esperando toda la noche a que el zorro saliera de su casa y pues ellos se quedan esperando ahí por días

## Adaptaciones

### Cine
El libro fue adaptado a un filme por el director Wes Anderson en el año 2009. Se creó utilizando la técnica del stop-motion, y contó con las voces de George Clooney como el Sr. Zorro, Meryl Streep como la Sra. Zorro, Bill Murray como Tejón, Hugo Guiness como Bunce y Michael Gambon como Bean. La trama de la película se centra más en la relación del Sr. Zorro con su familia, que se enfrenta al deseo de este de robar gallinas a fin de sentirse como es por naturaleza. La película añade escenas antes de que el Sr. Zorro ataque a los tres granjeros y después de que se excava la colina, al igual que un final ligeramente modificado y más escenas del pasado del Sr. Zorro como ladrón.

### Teatro
El libro fue adaptado como una obra de teatro del mismo nombre por el actor David Wood, y fue representada por primera vez en el Teatro de Belgrado (Coventry) en el 2001. La obra tiene derechos de autor en el Reino Unido para Casarotto Ramsay Ltd. para representaciones profesionales en el Reino Unido, y para representaciones de aficionados, está licenciada por Samuel French Ltd..

### Ópera
Tobias Picker adaptó el libro a una ópera del mismo título (la única adaptación originada en los Estados Unidos), debutando el 9 de diciembre de 1998. La ópera fue protagonizada por el barítono Gerlad Finley como el Sr. Zorro y la mezzosoprano Suzanna Guzmán como la Sra. Zorro. Una nueva versión de esta ópera especialmente organizada por la Opera Holland Park fue representada en los bellos jardines y escenarios del Parque Holland (Londres) durante el verano del 2010, bajo la dirección de Stephen Barlow. Esta versión tuvo a Grant Doyle como el Sr. Zorro, Olivia Ray como la Sra. Zorro, y a Henry Grant Kerswell (bajo), Peter Kent (tenor) y John Lofthouse (barítono) como los granjeros Boggis, Bunce y Bean.